# Wittorf (Dolna Saksonia)
Wittorf – gmina położona w niemieckim kraju związkowym Dolna Saksonia, w powiecie Lüneburg. Należy do gminy zbiorowej Samtgemeinde Bardowick.

## Położenie geograficzne
Wittorf leży ok. 9 km na północ od Lüneburga i 12 km na wschód od Winsen (Luhe).
Od wschodu sąsiaduje z gminą Brietlingen, od południa z gminą Bardowick, od zachodu z gminą Handorf i od północnego wschodu z gminą Barum. Teren gminy leży w północno-wschodniej części Pustaci Lüneburskiej po lewej stronie Ilmenau płynącej tu z południa na północ.
W skład gminy Wittorf wchodzi również Neu Wittorf.

## Historia
Najstarsza wzmianka na temat Wittorfu pochodzi z 2 listopada 1004.
W dokumencie Rzeszy sporządzonym dla cesarza Henryka II pojawia się miejscowość Uuitthorp.

## Transport
Od Wittorfu do autostrady A39 (dawna A250) na węźle Handorf jest 5 km. Przez południową część gminy prowadzi szlak drogi krajowej B4.